# Aristolochia moupinensis
Aristolochia moupinensis Franch. – gatunek rośliny z rodziny kokornakowatych (Aristolochiaceae Juss.). Występuje naturalnie w południowych Chinach, w prowincjach Fujian, Kuejczou, Hunan, Jiangxi, Syczuan, Junnan oraz Zhejiang.

## Morfologia
PokrójKrzew o pnących i owłosionych pędach.
LiścieMają owalny lub owalnie sercowaty kształt. Mają 6–16 cm długości oraz 5–12 cm szerokości. Nasada liścia ma sercowaty kształt. Z ostrym lub spiczastym wierzchołkiem. Od spodu mają żółto-szarawą barwę i są owłosione. Ogonek liściowy jest owłosiony i ma długość 3–8 cm.
KwiatyZygomorficzne. Pojedyncze lub zebrane w parach. Mają żółtawą barwę z purpurowymi żyłkami. Dorastają do 20–30 mm długości i 8–10 mm średnicy. Mają kształt wygiętej tubki.
OwoceTorebki o cylindrycznym kształcie. Mają 6–8 cm długości i 2–3,5 cm szerokości. Pękają u podstawy.

## Biologia i ekologia
Rośnie w lasach. Występuje na wysokości od 2000 do 3200 m n.p.m. Kwitnie od maja do czerwca, natomiast owoce pojawiają się od sierpnia do października.